# Носов (починок)
Но́сов (рос. Носов) — починок в Кізнерському районі Удмуртії, Росія.
Населення становить 16 осіб (2010, 28 у 2002).
Національний склад (2002):
- росіяни — 89 %

Урбаноніми:
- вулиці — Лучна